# Première circonscription de Cheliya
La première circonscription de Cheliya est une des 177 circonscriptions législatives de l'État fédéré Oromia, elle se situe dans la Zone Ouest Shoa. Son représentant actuel est Shambel Negasa Deresa.